# Les Fugitifs (filme de 1986)
Les Fugitifs (Los fugitivos en Argentina y Dos fugitivos en España y resto de Hispanoamérica) es una película francesa escrita y dirigida por Francis Veber, estrenada en 1986 y protagonizada por Gérard Depardieu y Pierre Richard.

## Sinopsis
Jean Lucas (Gerard Depardieu), un antiguo presidiario, arrestado por  el robo de catorce bancos a mano armada, es liberado después de cinco años en prisión. Jean Lucas está decidido a "cambiar" y llevar una vida honrada, lo que no deja de ser cuestionado por el Comisario Duroc (Maurice Barrier). Cuando sale de prisión, vende las joyas que le devolvieron cuando salió de la cárcel, luego va a un banco para depositar el cheque que recibió del joyero.
Al hacer cola para abrir una cuenta, aparece un individuo armado para llevar a cabo un atraco. Este individuo, François Pignon (Pierre Richard), con poca experiencia en el medio, lleva a cabo torpemente su objetivo y el banco es rápidamente rodeado por el comisario Duroc y sus hombres. Obligado a salir,  François toma de rehén a Lucas. El comisario Duroc está convencido de que Lucas es, de hecho, el ladrón. La situación se torna más complicada y los dos hombres logran escapar por poco, sin embargo, momentos después, Jean recibe una bala de revólver en el muslo, disparada por Pignon, al intentar arrancar el coche de este último.
Aceptando ser atendido por un amigo veterinario de Pignon, Lucas conoce a la hija de François, Jeanne (Anaïs Bret). Esta última, está muy afectada por la muerte de su madre hace varios años y se niega a hablar. Al estar desempleado y sin ingresos, Pignon se ve amenazado por la asistencia pública, habiendo la posibilidad de perder la custodia de Jeanne, lo cual sería inaceptable e insoportable para él. Frente a esta situación social tan difícil, Pignon se ha resignado a robar el banco. Ahora, sintiéndose amenazado por la policía y la posibilidad de regresar a la cárcel, Lucas acepta el trato de François que, a cambio de su ayuda para abandonar el país, promete no comprometer a Lucas en el robo, su pasado y su reputación con el comisario Duroc.
Aunque se muestra frío e incluso agresivo al principio, Jean eventualmente crea una buena amistad con François y especialmente con Jeanne, a quien el contacto de Lucas deja entrever signos de curación.

## Reparto
| Actor             | Personaje                        | Notas         |
| ----------------- | -------------------------------- | ------------- |
| Pierre Richard    | François Pignon, desempleado     |               |
| Gérard Depardieu  | Jean Lucas, exladrón de bancos   |               |
| Anaïs Bret        | Jeanne Pignon, hija de François  |               |
| Jean Carmet       | Dr. Martin, veterinario retirado |               |
| Maurice Barrier   | Comisario Duroc                  |               |
| Jean Benguigui    | Labib, jefe de un bar.           |               |
| Roland Blanche    | Idriss, el esbirro de Labib      |               |
| Philippe Lelièvre | Asistente de Duroc               |               |
| Yveline Ailhaud   | mujer policía                    |               |
| Didier Pain       | policía con el perro             |               |
| Arno Klarsfeld    | periodista entrevistando a Lucas |               |
| Michel Blanc      | Dr. Gilbert                      | No acreditado |

## Rodaje
Burdeos
La joyería se encuentra al final de St. Catherine Street , todavía está allí. El banco se encuentra en la Plaza Meynard , la ubicación está actualmente ocupada por un salón de té. La persecución de coches termina en Macau Street, frente a la residencia Rivière. El sitio de construcción de la época se convirtió en la residencia "Tivoli Gardens". La casa del veterinario se encuentra en la rue Reignier, ha sido demolida desde entonces. La galería comercial tiene vistas a Pillars of Guardianship Street. La tienda de juguetes en la tienda verde en la galería todavía existe, está en Ets. Verdeun.
La camioneta es robada en la calle Terres de Bordé . La persecución de Jeanne en una camioneta termina en la plaza Champ de Mars . La escena de la separación se sitúa en el jardín público de Burdeos .
Meaux
La farola en la que François Pignon choca se encuentra en Place Doumer, cerca del monumento a los caídos. La discusión en la furgoneta a lo largo de los muelles se filmó en el muelle extendido de Jacques Prévert. La iglesia que se ve al fondo es la Catedral de San Esteban. El mercado cubierto donde François Pignon pasa la noche es el mercado de metales de Meaux, Place du Marché.

## Curiosidades
Este es el cuarto largometraje de Francis Veber. También es el cuarto y último con Pierre Richard.
Este es el tercer y último largometraje de Francis Veber con el dúo Depardieu / Richard, después de La Chèvre y Les Compères. A pesar de la independencia de los guiones, estas tres películas son consideradas por muchos cinéfilos como una trilogía debido a la recurrencia de las relaciones entre los personajes interpretados por Gérard Depardieu y Pierre Richard.
Después de esta película, Francis Veber y Gérard Depardieu dejarían su colaboración, que se reanudaria quince años después con Salir del armario (película).
Michel Blanc hace un cameo no acreditado en esta película como el Dr. Gilbert.
En 1989, Francis Veber escribió y dirigió Tres fugitivos, versión norteamericana de esta película con Nick Nolte , el canadiense Martin Short y James Earl Jones.
En la escena dónde François Pignon pregunta por Labib en el bar, se puede oír la música retomada de la película La cabra de Francis Veber cuya música también fue compuesta por Vladimir Cosma.

## Premios
2 nominaciones a los Premios César de 1987:
- al Mejor actor de reparto para Jean Carmet, y
- al Mejor guion original de Francis Veber.

- Datos: Q176053
- Multimedia: Les Fugitifs / Q176053